# エイト社
株式会社エイト社（エイトしゃ）は、書籍出版と食品通信販売を行う日本の企業である。

## 概略
1981年　3月10日設立。『生きてる竹筆の書シリーズ』や『書のことば』シリーズを出版。
1990年　ダライ・ラマ14世と単独会見。チベット難民子弟の里親制度を発足。教育費や学校建設費等をインドにある亡命政府文部省に送金。現在までに延べ2500名以上の子どもたちの教育資金援助を行う。
2011年　山中湖畔にギャラリー「天」を開館。(2014年11月閉館）助安由吉による竹筆の書を中心に展示。  
2013年　酵素玄米炊飯器『酵素玄米Pro2』の開発に成功し、酵素玄米商品ブランド(インターネット販売による通信販売)ブランド『ふじ酵素玄米キッチン』を設立。
2014年　自由が丘に酵素玄米商品を取り扱うショールーム&カフェ『ふじ酵素玄米キッチン・自由が丘』をオープン。
2016年　『ふじ酵素玄米キッチン・自由が丘』を改装。『酵素良品・自由が丘』としてリニューアルオープン。
2019年12月　酵素玄米商品の製造販売を終了。
2023年7月　アフターサービスの受付対応を終了。
2023年8月　関連部品の販売を終了。

## ふじ酵素玄米キッチン
株式会社エイト社が運営する酵素玄米商品販売ショップ。（インターネットと自由が丘に店舗）
≪概要≫
1979年　長岡式酵素玄米に出会う。食べにくい玄米をいかに美味しくさせるかに重点を置き研究、開発を重ねる
2013年　酵素玄米炊飯器『酵素玄米Pro』の開発に成功し、酵素玄米商品を取り扱う『ふじ酵素玄米キッチン』を設立(インターネット販売)
2014年　『酵素玄米Pro2』を開発
2014年　自由が丘に酵素玄米商品を取り扱うショールーム&カフェ『ふじ酵素玄米キッチン・自由が丘』をオープン。
2016年　『ふじ酵素玄米キッチン・自由が丘』を改装。『酵素良品・自由が丘』としてリニューアルオープン。

## 取り扱い商品
- 酵素玄米Pro2 - 酵素玄米ごはんのための炊飯器
- 酵素玄米プラス - 玄米に混ぜて炊く「酵素玄米の素」
- 酵素玄米ごはん(冷凍) - 一食分ずつ真空パックされた酵素玄米パック(冷凍)
- 酵素玄米キット - 玄米と酵素玄米プラスがセットになった、洗って炊くだけのキット
- 酵素玄米びすけった - 酵素玄米ごはんの焼き菓子